# Marktpoort
De Marktpoort (Pools: Brama Targowa, Duits: Markttor) is een stadspoort in de Poolse Hanzestad Elbląg (Duits: Elbing). De gotische poort is een voorbeeld van baksteengotiek en staat op deze plek sinds 1319. De poort maakte onderdeel uit van de stadsmuur van Elbląg. De Marktpoort bestaat uit zeven verdiepingen. De stadspoort werd verhoogd in 1419. De stadspoort heeft het bombardement op Elbląg in 1945 overleefd. Aan de voorzijde van de stadspoort bevindt zich het wapen van de stad. Op de stadspoort bevinden zich aan de voor- en stadszijde een uurwerk.

## Afbeeldingen

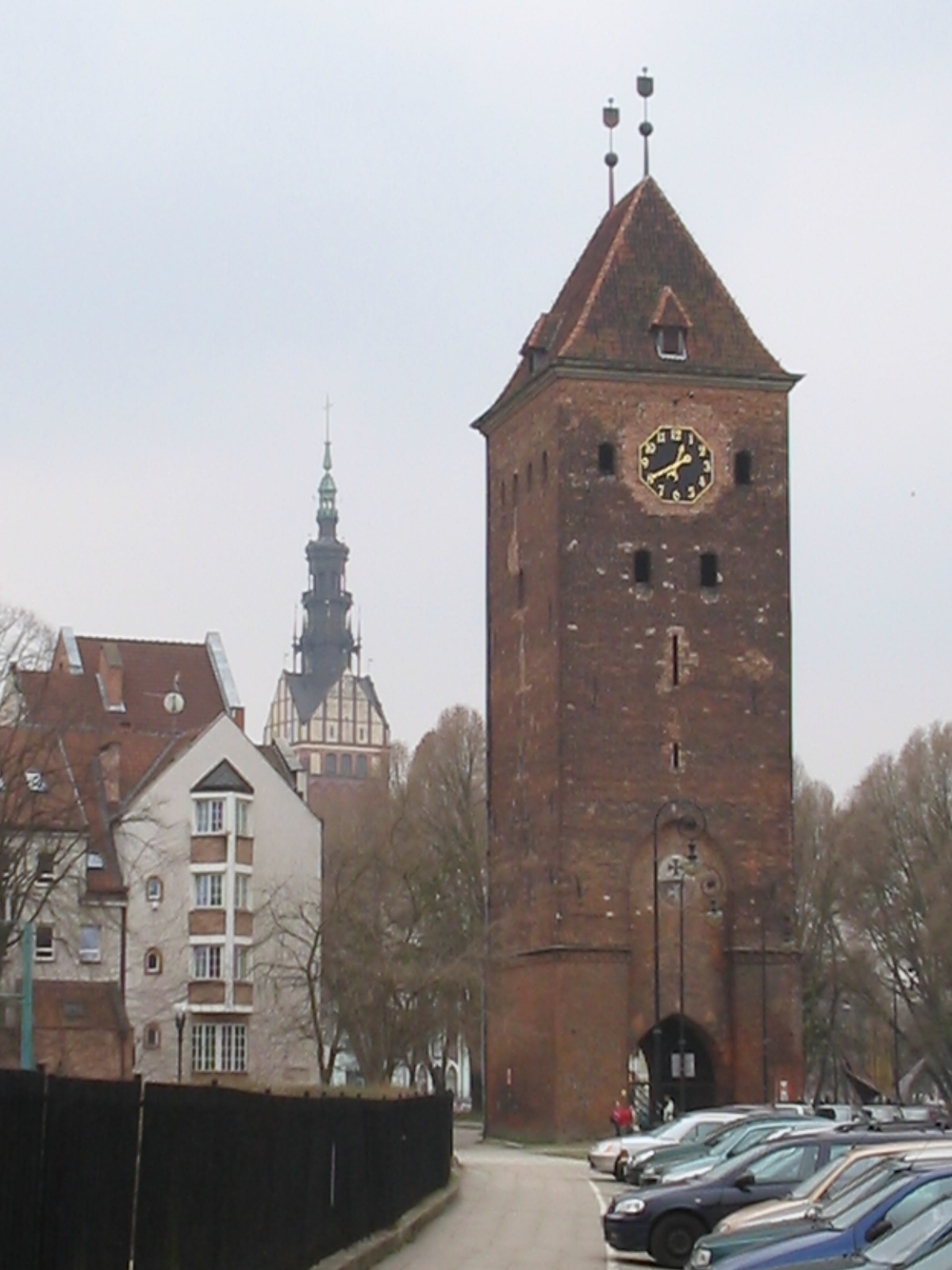
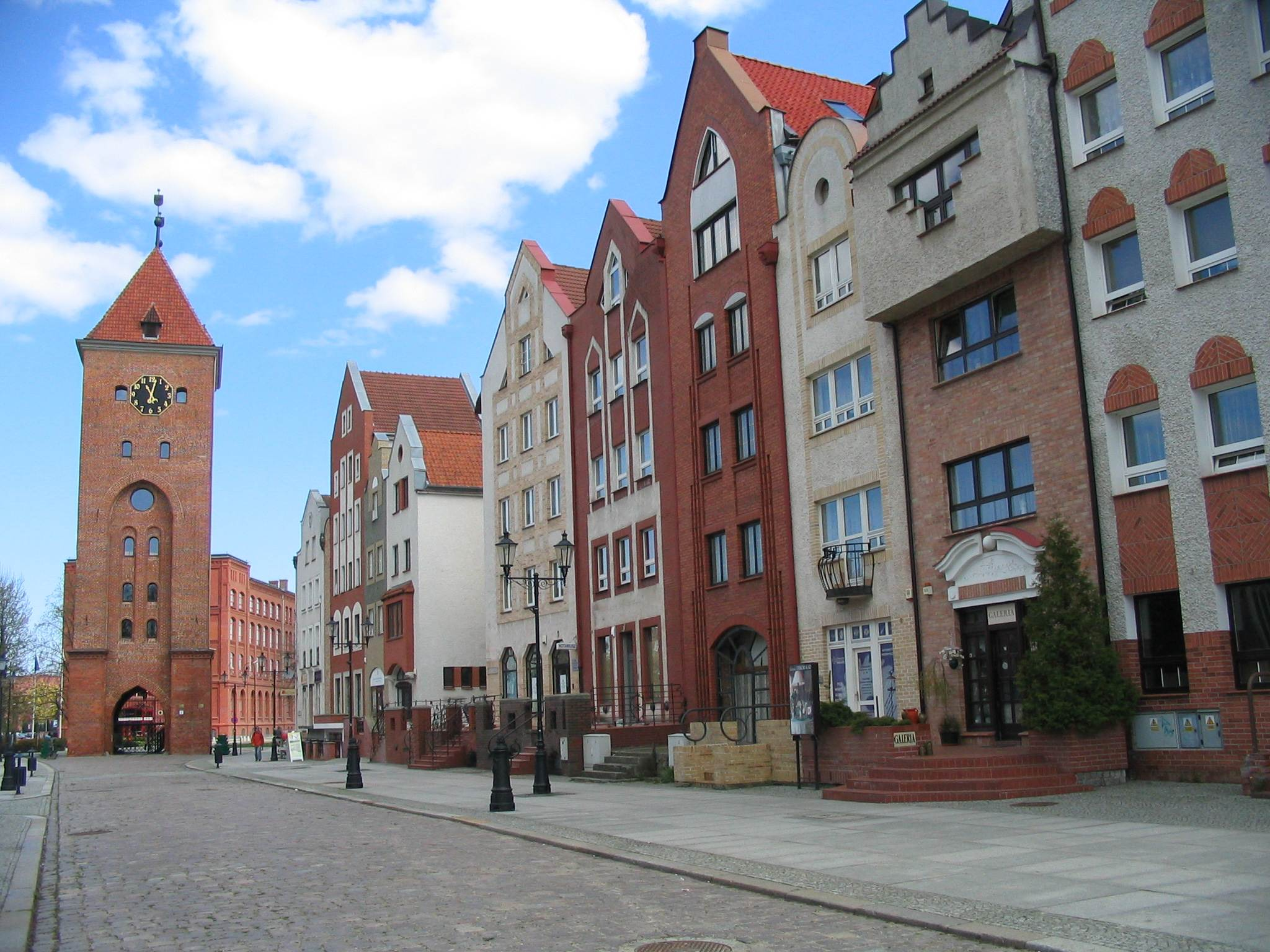
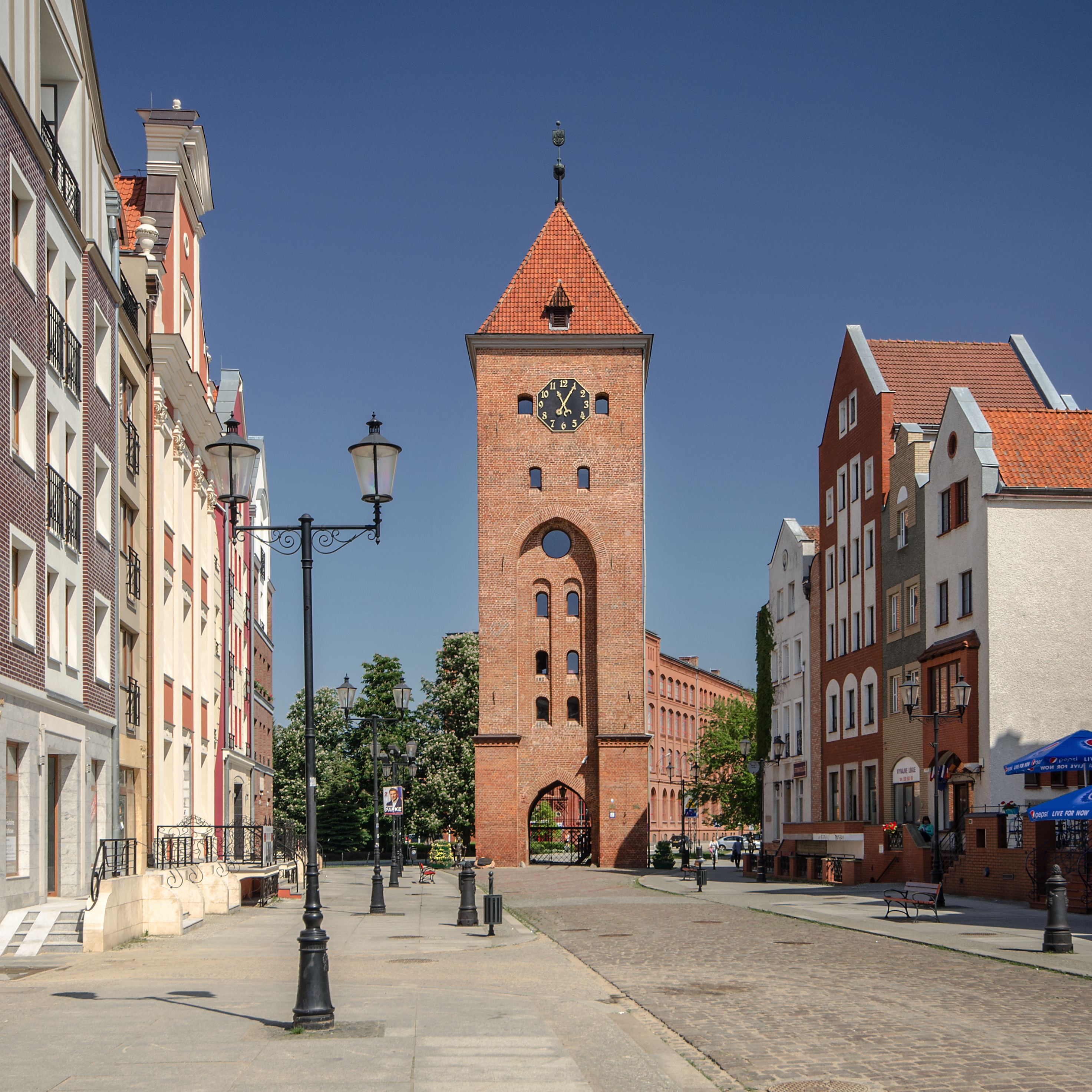
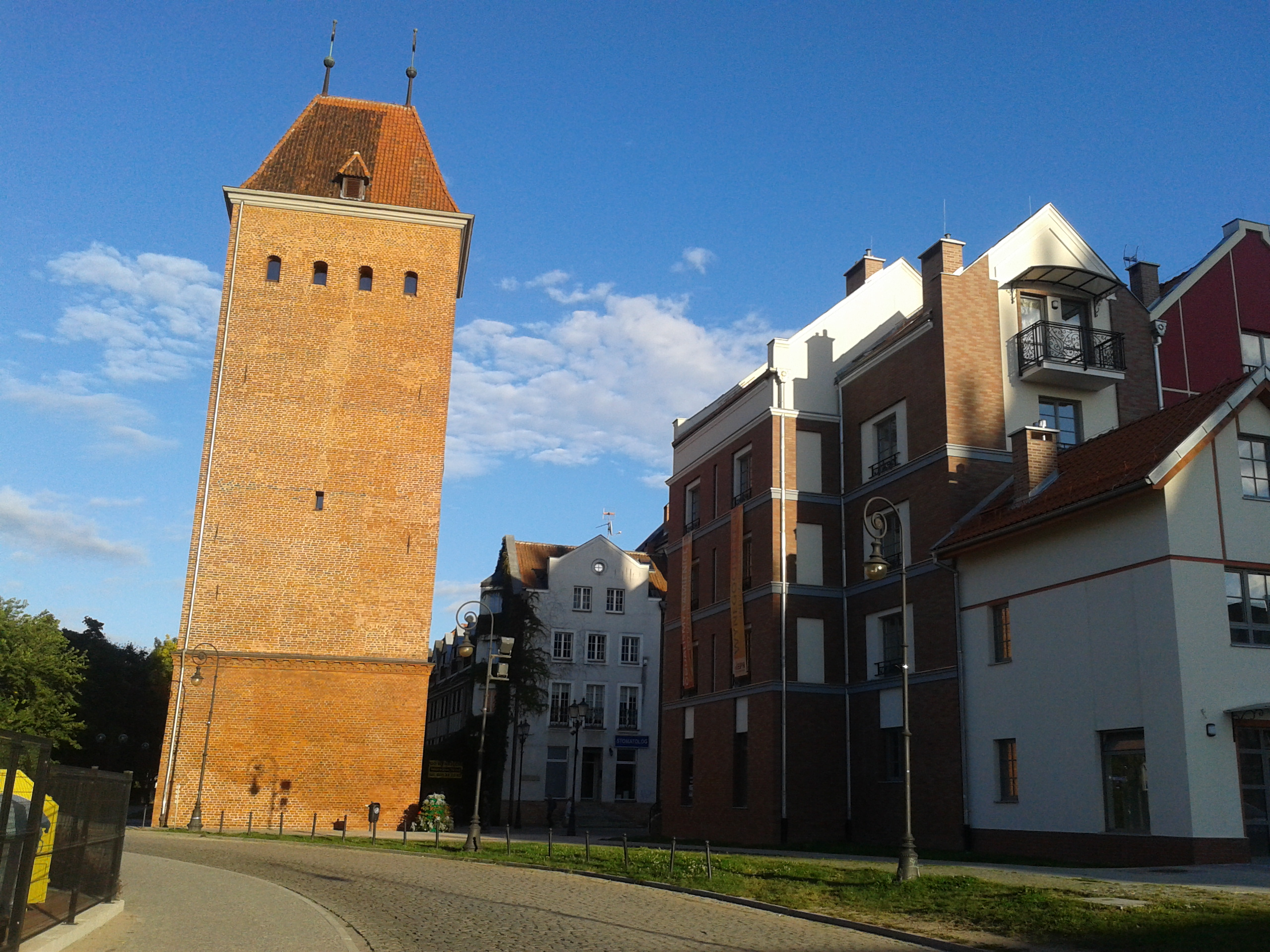
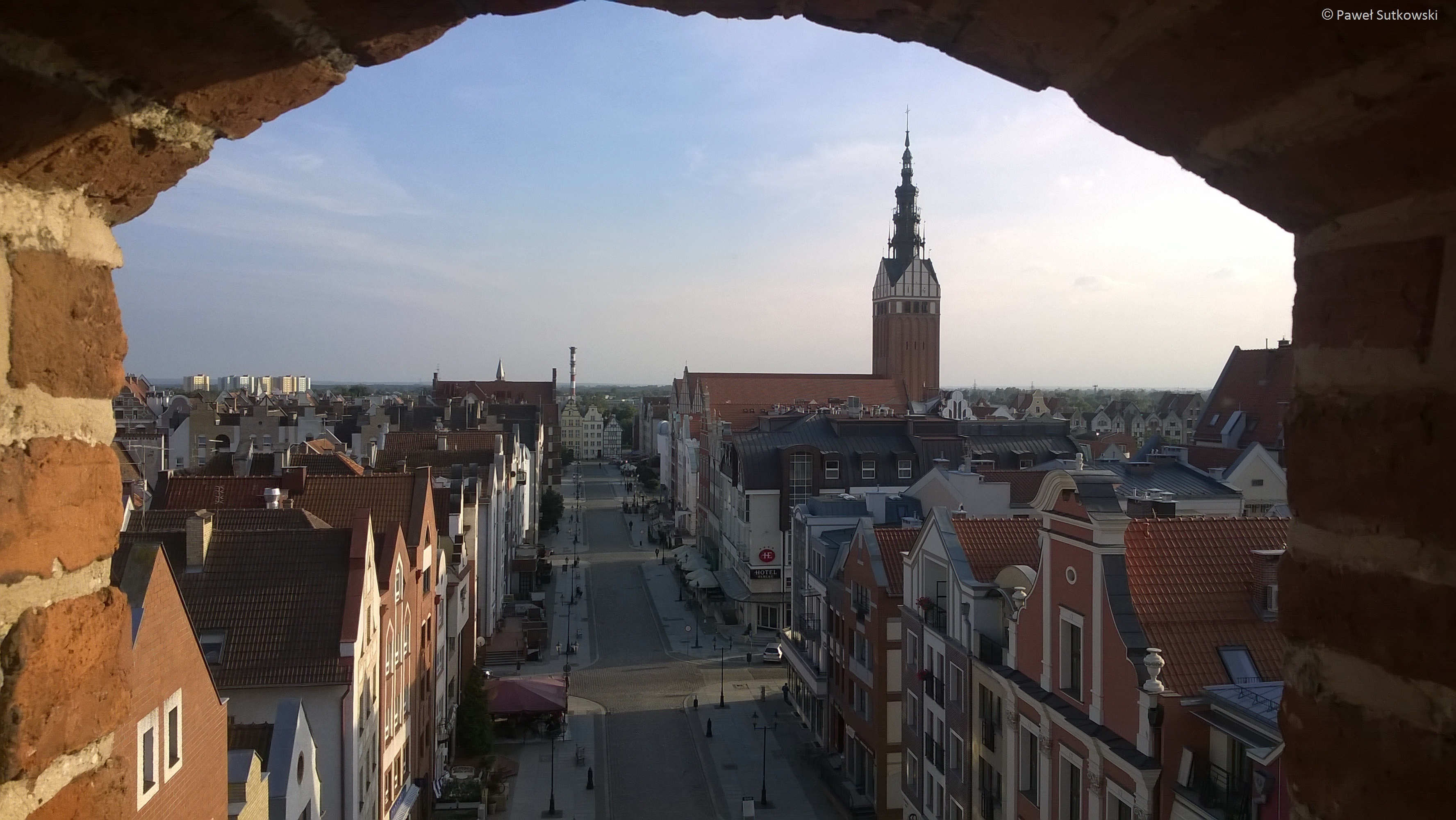